# ام‌تی‌بی ۱۰۲
ام‌تی‌بی ۱۰۲ (به انگلیسی: MTB 102) یک کشتی بود که طول آن ۶۸ فوت (۲۱ متر) بود. این کشتی در سال ۱۹۳۷ ساخته شد. طراحی این کشتی بر عهده پیتر دوکِین بود